# Vladímir Gundartsev
Vladímir Gundartsev   (Satka, 13 de desembre de 1944 - Moscou, 25 de novembre de 2014) fou un biatleta rus que va competir sota bandera de la Unió Soviètica durant la dècada de 1960.
El 1968 va prendre part en els Jocs Olímpics d'Hivern de Grenoble, on disputà dues proves del programa de biatló. Fent equip amb Aleksandr Tíkhonov, Viktor Mamatov i Nikolay Puzanov guanyà la medalla d'or en la cursa del relleu 4x7,5 km, mentre en la dels 20 quilòmetres guanyà la de bronze.
En el seu palmarès també destaquen una medalla d'or i una de bronze al Campionat del món de biatló.